# Лестер Пирсон
Лестер Болз Пирсон (енгл. Lester Bowles Pearson; Торонто, 23. април 1897 — Отава, 27. децембар 1972) је био канадски политичар и премијер Канаде. Добитник је Нобелове награде за мир.
У Првом светском рату је служио као каплар и болничар у српској војсци.